# 興楽県 (山西省)
興楽県（こうらく-けん）は、中華人民共和国山西省にかつて存在した中国の県。現在の運城市塩湖区北東部に相当する。
620年（武徳3年）、唐朝により設置された。627年（貞観元年）に廃止されている。